# Vahan Bichakhchyan
Vahan Bichakhchyan (en armenio: Վահան Բիչախչյան; Guiumri, 9 de julio de 1999) es un futbolista armenio que juega de centrocampista en el Legia de Varsovia de la Ekstraklasa polaca.

## Selección nacional
Tras jugar con la selección de fútbol sub-19 de Armenia y la sub-21, finalmente hizo su debut con la selección absoluta el 8 de septiembre de 2020. Lo hizo en un partido de la Liga de Naciones de la UEFA contra Estonia que finalizó con un resultado de 2-0 a favor del combinado armenio tras los goles de Aleksandr Karapetyan y Wbeymar Angulo.

## Clubes
| Club              | País       | Año       | Partidos | Goles |
| ----------------- | ---------- | --------- | -------- | ----- |
| Shirak SC         | Armenia    | 2015-2017 | 30       | 7     |
| MŠK Žilina        | Eslovaquia | 2017-2022 | 85       | 25    |
| Pogoń Szczecin    | Polonia    | 2022-2025 | 112      | 18    |
| Legia de Varsovia | Polonia    | 2025-     | 17       | 1     |

## Palmarés

### Campeonatos nacionales
| Título               | Club              | País    | Año  |
| -------------------- | ----------------- | ------- | ---- |
| Copa de Armenia      | Shirak SC         | Armenia | 2017 |
| Copa de Polonia      | Legia de Varsovia | Polonia | 2025 |
| Supercopa de Polonia | Legia de Varsovia | Polonia | 2025 |